# Mörner af Tuna
Mörner af Tuna är en utslocknad gren av den svenska adliga ätten Mörner. Den utgjordes av två ätter, en friherrlig och en grevlig.Den har namn efter sätesgården Tuna i Rystads socken (distrikt), idag i Linköpings kommun.

## Friherrliga ätten Mörner af Tuna
Friherrlig adelsätt Mörner af Tuna. Utslocknad år 1824 i Växjö.

## Grevliga ätten nr 109 Mörner af Tuna
Grevlig adelsätt, nr 109 på Svenska Riddarhuset. Utslocknad år 1821 med Carl Carlsson Mörner af Tuna, död 1821.
Detta innebar att ätten upphörde i och med hans frånfälle.
Hans vapensköld krossades av generallöjtnanten greve Jacob De la Gardie vid jordfästningen i Sankt Jacobs kyrka juli år 1821.

## Släkttavla (urval)
Siffror i parentes avser tabellnummer enligt Elgenstierna.
- Carl Mörner af Tuna (1605–1665), riksråd, upphöjd till friherre 1652 (1)
  - Berndt Didrik Mörner (1639–1710),landshövding (2)
  - Gustaf Mörner (1640–1705), militär (4)
    - Gustaf Mörner (1673–1834), militär  (5)
      - Carl Gustaf Mörner den yngre (1725–1797), hovjägmästare (6)
        - Carl Mörner (1755–1821), general, överståthållare och riksståthållare, upphöjd till greve 1800, slöt själv sin grevliga ätt
        - Ludvig Mörner (1764–1823), biskop (7)
          - Carl Gustaf Ludvig Mörner (1798–1824), jurist och kammarjunkare, slöt den friherrliga ätten

  - Lars Axel Mörner (1642–1676), överste (8)